# Victoria Eugenia Francolino Slepak
Victoria Eugenia Francolino Slepak ist eine uruguayische Berufsdiplomatin.
Francolino Slepak war ab dem 13. Februar 2019 uruguayische Botschafterin in Canberra. Neben Australien war sie unter anderem auch für Neuseeland und Osttimor zuständig. Am  21. April 2022 wurde sie zur uruguayischen Botschafterin in Japan ernannt.